# 玛格丽特·阿德比西·索温米
玛格丽特·阿德比西·索温米（Margaret Adebisi Sowunmi，1939年9月24日—），尼日利亚卡诺人，尼日利亚的植物学家和环境考古学家。她曾任伊巴丹大学的古生物学和环境考古学教授。她在尼日利亚开创了环境考古学和古生态植物学的研究，是尼日利亚古生物学协会的创始人和主席。

## 早期生涯
1939年9月24日，索温米出生在尼日利亚北部的卡诺。她的父亲是尼日利亚教会的一名牧师。她在伊巴丹圣安妮学校接受中学教育。之后她在伊巴丹大学学院植物学系攻读特殊植物学学士学位，并于1962年毕业。1963年，她获得了研究生奖学金，并留校进行古生物学的博士研究。之后索温米前往瑞典，师从古纳尔·埃德曼，后者负责指导她的博士论文。1967年，她在伊巴丹大学获得植物学博士学位。

## 事业
1967年，索温米在伊巴丹大学非洲研究所考古组，从事博士后研究。1971年，她建立了尼日利亚大学古生物学实验室。1982年，索温米被任命为古生物学和环境考古学教授。1997年，她在乌普萨拉大学非洲考古系担任访问学者。1998年，在伦敦大学学院考古研究所担任访问学者等。在她的职业生涯中，她指导了7名博士生。索文米还在尼日利亚从事考古学的性别研究，包括修正以男性为中心的课程设置。
索温米是尼日利亚古生物学协会的创始人和主席，也是西非考古学协会（West African Archaeological Association）的主席。2004年退休。

## 科研
索温米的研究成就包括首次鉴定了莞都地层的年龄和古环境、首次描述了奥格瓦希-阿萨巴始新世花粉、首次研究了尼日利亚第四纪晚期植被和环境史、并首次对尼日利亚考古遗址进行花粉研究。

## 荣誉
2003年，索温米获得了乌普萨拉大学颁发的人文科学荣誉博士学位，以表彰她在环境考古学和古植物学方面的杰出学术研究和教学贡献。